# Deep in a Dream
| Recensione | Giudizio |
| ---------- | -------- |
| AllMusic   | [ 1 ]    |

Deep in a Dream (Deep in a Dream - The Guitar of Al Caiola) è il primo album del chitarrista statunitense Al Caiola, pubblicato dalla Savoy Records nel 1956.
Nel 1958 fu ripubblicato con il titolo Everything Happens to Me: The Guitar of Al Caiola (Realm Jazz Savoy Series, RM-159).

## Tracce
Lato A
1. Love Letters – 4:10 (Edward Heyman, Victor Young) – Registrato il 6 ottobre 1955 a New York
2. There Will Never Be Another You – 3:57 (Mack Gordon, Harry Warren) – Registrato il 6 ottobre 1955 a New York
3. I've Got It Bad (And That Ain't Good) – 4:30 (Teddy Randazzo, Victoria Pike) – Registrato l'11 ottobre 1955 a New York
4. Everything Happens to Me – 4:34 (Hal David, Michel Legrand) – Registrato l'11 ottobre 1955 a New York

Lato B
1. Deep in a Dream – 4:40 (Eddie DeLange, Jimmy Van Heusen) – Registrato il 6 ottobre 1955 a New York
2. You Are Too Beautiful – 4:22 (Lorenz Hart, Richard Rodgers) – Registrato il 6 ottobre 1955 a New York
3. I've Got a Crush on You – 3:55 (Cole Porter) – Registrato l'11 ottobre 1955 a New York
4. Thunderbird – 4:58 (Al Caiola) – Registrato l'11 ottobre 1955 a New York

## Musicisti
- Al Caiola - chitarra
- Bernie Privin - tromba, flicorno
- Hank Jones - pianoforte
- Clyde Lombardi - contrabbasso
- Kenny Clarke - batteria